# Seulf z Reims
Seulf z Reims (zm. 1 września 925) – arcybiskup Reims w latach 922-925.
Był uczniem Remigiusza z Auxerre oraz archidiakonem kościoła w Reims. Na urząd arcybiskupa wybrany w 922 roku po śmierci Hervé z Reims, za zgodą króla Roberta I.